# Afric Aviation
Afric Aviation war eine Fluggesellschaft aus Gabun mit Sitz in Libreville.
Afric Aviation wurde 2009 gegründet und nahm den Flugbetrieb 2010 auf. Die Fluglinie stellte im Mai 2017 den Betrieb ein.

## Flugziele und Flotte
Afric Aviation bot Flugverbindungen zwischen Libreville und Port-Gentil an. Des Weiteren bot sie Flugdienste für die Ölindustrie an.
Mit Stand Juni 2017 bestand die Flotte der Afric Aviation aus drei Flugzeugen:
| Flugzeugtyp     | Aktiv | Bestellungen |
| --------------- | ----- | ------------ |
| ATR-72-200      | 1     | -            |
| Embraer ERJ 135 | -     | 1            |

## Weblink
- Offizielle Website (englisch, französisch)